# A quo die
A quo die è la prima enciclica di papa Clemente XIII, datata 14 settembre 1758, nella quale il Pontefice invita i Vescovi a conservare l'unità fraterna e impartisce direttive sull'esercizio della missione loro affidata.

## Fonte
- Tutte le encicliche e i principali documenti pontifici emanati dal 1740. 250 anni di storia visti dalla Santa Sede, a cura di Ugo Bellocci. Vol. II: Clemente XIII (1758-1769), Clemente XIV (1769-1774), Pio VI (1775-1799), Pio VII (1800-1823), Libreria Editrice Vaticana, Città del Vaticano 1994